# 伊凡·亚尔科夫斯基
伊凡·奧西波維奇·亞爾科夫斯基（波蘭語：Iwan Osipowicz Jarkowski，1844年5月24日—1902年1月22日）是一位俄國籍波蘭土木工程師、天文學家。他在俄國的一家鐵路公司工作。在1870年代開始直到他去世，他一直在研究熱輻射對於小行星等太陽系內小天體軌道的影響；並因此發展出了亚尔科夫斯基效应和YORP效應。小行星35334以他的姓氏命名。1888年他還建立了mechanical explanation of gravitation理論。

## 外部連結
- Citations for asteroids discovered at Sormano Astronomical Observatory （页面存档备份，存于）
- 35334 Yarkovsky (1997 FO1) （页面存档备份，存于）